# 廷伯克里克鎮區 (愛荷華州馬歇爾縣)
廷伯克里克鎮區（英語：Timber Creek Township）是位於美國愛荷華州馬歇爾縣的一個行政鎮區。

## 地方資料
根據2010年美國人口普查的數據，廷伯克里克鎮區的面積為91.10平方千米，當中陸地面積為90.99平方千米，而水域面積為0.11平方千米。當地共有人口10496人，而人口密度為每平方千米115.21人。